# Astuto Wheelie
El Astuto Wheelie (Wheelie and the Chopper Bunch en inglés) es una serie animada, emitida el sábado por la mañana, de 30 minutos producida por Hanna-Barbera y transmitida por la NBC el 7 de septiembre de 1974 al 30 de agosto de 1975. Se realizaron un total de 39 episodios de seis minutos.
En los años 80, fue retransmitida en la hora de USA Cartoon Express y más tarde volvió a surgir en Cartoon Network y Boomerang. Esta fue la primera y única serie de Hanna-Barbera sin ofrecer seres humanos y animales en ella.
También fue difundida en otros países, uno de ellos fue Venezuela, donde se transmitió entre 1985 y 1988 a través de Radio Caracas Televisión.

## Historia
La serie se centra en Wheeilie, un automóvil antropomórfico rojo Volkswagen Beetle, y su novia Rota Ree (un juego de palabras de "motor rotativo" cuyo nombre es una parodia de la cantante brasileña Rita Lee). Wheelie se ganaba la vida como un profesional - y bastante exitoso - coche de carreras. Wheelie sólo habla con los efectos de sonido de su cuerpo, a diferencia de los otros personajes de la serie, para su lenguaje toca la bocina y la visualización de símbolos a través de su parabrisas muestran sus pensamientos internos, tales como un corazón para el amor o una bombilla para una idea. Wheelie también muestra tener brazos mecánicos volar con una hélice.
Los némesis regulares de Wheelie son un grupo de motocicletas de 4 miembros llamados los Chopper Bunch: El líder es Chopper (quien estaba celoso de Wheelie y tiene un casco de motocicleta de pinchos para su cabeza), Revs (una motocicleta pulverizadora catódica de tres ruedas que a menudo confunde sus palabras ), Hi-Riser (el miembro más alto, pero más corto de cerebro), y Scrambles (un pequeño minibike que actuaba más como el buen chico atrapado en la gente equivocada). Esta banda siempre acababa metiéndose en líos por sus malas actitudes. Otros dos personajes fueron utilizados en ocasiones para ayudar a Wheelie: el capitán Tough; un coche policía y Fhistail; una motocicleta policía.
- Datos: Q727298